# Gavino Cossu
Gavino Cossu (Cossoine, 1844 – Sassari, 22 ottobre 1890) è stato un romanziere italiano.
Tra i massimi esponenti del romanzo storico in Sardegna, fu collaboratore delle pagine culturali dell'«Avvenire di Sardegna», del «Corriere di Sardegna» e de «La Stella di Sardegna» e direttore della «Gazzetta di Sassari».
Di professione insegnante, poi ispettore scolastico, fu rettore del Provveditorato agli Studi di Cagliari e, per meriti, Cavaliere della Corona d'Italia.

## Biografia
Gavino Cossu trascorse nel paese natale (e stagionalmente nella vicina Bonnanaro) gli anni della giovinezza e della formazione, fino al 1875. Insegnante elementare «condannato dalla sua cattiva stella a consumar la vita nel far apprendere l'a bi ci a parecchie decine di figli del popolo», svolse l'incarico di ispettore scolastico in diversi circondari della Sardegna, con missioni a Ozieri, Nicastro di Calabria, Oristano, Cagliari e Sassari, con competenze su 199 scuole del territorio, e con mandati di rettore degli uffici del Provveditorato agli Studi di Cagliari. Per meriti acquisiti fu eletto, con decreto regio, Cavaliere della Corona d'Italia.
Contemporaneo di Alessandro Manzoni, esprime doti di grande narratore e la capacità di rendere reale, nelle sue descrizioni, personaggi ed ambienti. Gavino Cossu viene individuato, insieme a pochi altri e prima ancora della stessa Deledda, come pioniere dei romanzieri storici del XIX secolo.
Ampia la produzione pubblicistica. Di più organico sviluppo si segnalano gli scritti: “La Sardegna. Età preistorica”, in «La stella di Sardegna», a. II (1876), vol. I, n. 11; “La poesia”, in «La stella di Sardegna», a. II (1876), vol. II, n. 26; “Laboremus”, in «La stella di Sardegna», a. III (1877), vol. IV, n. 7; “Il Medio Evo”, in «La stella di Sardegna», a. III (1877), vol. IV, nn. 16-17; “Un cantore sardo alla Corte dei primi due Cesari”, in «Avvenire di Sardegna della  domenica», a. XIV (1884), nn. 5, 10-11; “I tempi di Michele Zanche. La Sardegna nel medioevo”, in «La stella di Sardegna
», a. X (1885), vol. VI, nn. 5, 7, 9, 10; “Tigellio”, in «La stella di Sardegna», a. X (1885), vol. VI, nn. 30, 32, 33.
Un suo lavoro di carattere storico su Giovanni Maria Angioy (dal programmatico titolo Giovanni M. Angioy e i moti liberali del secolo scorso) rimane incompiuto; di esso consegna memoria nel 1882 sulle colonne dell'«Avvenire di Sardegna», ma non ne permane traccia. Di salute cagionevole, Cossu spirò all'ospedale civile di Sassari nel 1890, all'età di 46 anni. Le sue spoglie sono state ai tempi deposte presso il Cimitero Monumentale di Sassari.
Un suo profilo fu vergato da E. Gabba, sulle colonne de L'Unione Sarda, il 27 settembre 1890, tre giorni dopo la scomparsa:
«Freddo, agghiacciante nel suo laconismo, il telegrafo reca la notizia della morte del distinto ispettore scolastico cav. Gavino Cossu. Ancora commosso, e non bene riavuto dalla prima dolorosissima impressione, vengo a dire di lui e della sua vita sinceramente, come riconoscenza ed affetto d'amico me ne fanno dovere.
Cossoine gli diè la culla; natura un potente ingegno e pregi che lo innalzarono oltre la sfera comune; Sassari l'ultimo asilo.
Da fanciullo mostrò grande amore allo studio, e con distinzione superò giovanissimo l'esame di maestro elementare.
Nel suo paese natìo insegnò per lunghi anni, com'egli scrisse modestamente, l'abbicì a parecchie dozzine di figli del popolo;
e le fatiche dell'insegnamento alternava con quelle dei suoi studi speciali per raggiungere l'ideale che vagheggiava in una lustrosa carriera.
Volere è potere credo fosse il suo dogma; né, perciò, la volontà e ferma volontà dell'Alfieri ebbe, forse mai, pari un imitatore.
Studiava di giorno, studiava di notte; se sano od anche leggermente ammalato. Dovunque e a tutte le ore, se se ne eccettuano quelle del sonno invero pochissime, il libro era il compagno suo invisibile, la guida sua più cara.
Nel 1866, se non erro, incominciò a far parte della repubblica letteraria: il Corriere di Sardegna accoglieva il suo primo lavoro dal titolo Il Colle del Diavolo – Nel 1871 L'Avvenire di Sardegna ne pubblicava La pazza della Maddalena, e già acquistava tanta facilità nello scrivere, che di questo racconto, avendo appena preparata la tela e poche puntate corrette, ne incominciava la spedizione a Cagliari per la stampa.
Verso il 1875 raggiunse la posizione di ispettore scolastico e ne furono onorati diversi circondari, tra i quali primeggia quello di Cagliari, ove più volte gli fu dato l'alto incarico di reggere l'ufficio del Provveditore agli studi.
Parecchi anni dopo, i torchi gemevano per la pubblicazione dell'interessante romanzo di soggetto sardo – come sempre piacque al Sardo Scrittore – che s'intitola Gli Anchita e Brundanu; ed i suoi lettori ne aspettavano adesso il Don Giommaria Angioi, ch'egli diceva sarebbe stato l'ultimo suo lavoretto.
Io di certo, non mi attento a dar giudizi su queste opere; altri però lo fece, e, malgrado il rigore usato, vi rinvenne pregi stimabilissimi.
Un R. decreto, a dimostrargli il conto in che era tenuto dal Ministero di Pubbl. Istr., lo creava Cavaliere della corona d'Italia, e nessuno può dire a qual gradino della sua carriera sarebbesi fermato se la morte non l'avesse colpito nell'età che ancora molto si può. 
Fu direttore della Gazzetta di Sassari; ed in questi ultimi anni si occupò anche di antichità storiche, per cui, dovendo consultare autori latini, studiò da solo la lingua del Lazio.
Debole di salute, sarebbe stato ben per lui seguire i premurosi consigli degli amici e ritirarsi a vita privata, ma preferì cadere nella breccia piuttosto che abbandonare la carriera con tanto amore abbracciata.
Il 22 corrente morì in Sassari e sulla sua tomba condegnamente potrebbe scriversi, come su quella del Novellatore di Certaldo: Studium fuit alma poesis.»
Giacomino Pittalis è stato il primo concittadino a ripercorrere l'esistenza di Gavino Cossu nel suo volume Un paese del Logudoro, Cossoine e dintorni nella storia di Sardegna, pubblicato nel 2004.

## Il colle del diavolo
Uscito a puntate in “appendice” al «Corriere di Sardegna», il Colle del Diavolo fu raccolto e pubblicato dalla stessa testata cagliaritana, in edizione limitata nel dicembre del 1869, e «conceduto in dono agli abbonati del giornale ». Uscito con il titolo Il Colle dei Diavolo ovvero Lupo Doria- Malapsina marchese di Bonvhei. Tradizione popolare sarda del secolo XIII, il volume fu impresso sotto il torchio della tipografia del Corriere di Sardegna (che, in oltre quarant'anni di attività, dal 1865 al 1908, editò quasi 300 titoli di varia umanità) come titolo di battesimo della collana “Biblioteca del Corriere di Sardegna” (a cui seguì, nel 1897 un secondo e ultimo titolo: La Lombardia nel 1848: episodio della guerra dell'indipendenza italiana di Luigi Castellazzo).
Stampato in ottavo su carta spessorata avorio, il libro si presentava impaginato su due colonne, senza illustrazioni né fregi, in 89 pagine di testo composto in carattere minuto, a cui si anteponeva una pagina di avvertenza «Al cortese lettore».
L'edizione, assoluta rarità per collezionisti bibliofili, è attualmente conservata in cataloghi pubblici regionali e nazionali in soli tre esemplari, tutti in legatura non originale (e senza sguardie), custoditi presso la Biblioteca “Studi Sardi” di Cagliari, la Biblioteca universitaria di Sassari e la Biblioteca di Sardegna di Cargeghe.
Il romanzo fu sceneggiato, in riduzione radiofonica, alla fine degli anni Ottanta dal regista sassarese Giampiero Cubeddu per la sede Rai della Sardegna in quaranta puntate di 15 minuti l'una. Attualmente i nastri sono in fase di restauro e digitalizzazione.

## La pazza della Maddalena
Pubblicato in prima uscita come romanzo d'appendice sulle colonne della testata quotidiana «Avvenire di Sardegna» — che ne accolse nel 1871 la originale stesura in 42 puntate non consecutive (a. I, nn. 242-271, 274, 281-285, 287, 290-293, 295) — l'opera storica La pazza della Maddalena. Reminiscenze d'un viaggio fu impressa sul finire dello stesso anno in edizione monografica sotto il torchio di stampa della rinomata Tipografia dell'Avvenire di Sardegna, stamperia cagliaritana che undici anni dopo, nel 1882, editò dello stesso autore anche il ponderoso, e più popolare, Gli Anchita e i Brundanu.
Stampato in ottavo su carta avoriata di bassa grammatura, il libro usciva in edizione ancipite, giacché priva di note tipografiche, ovvero senza l'indicazione di editore o tipografo, luogo e anno di
stampa. Rilegato a filo in sedicesimo per complessive 298 pagine numerate, con testo composto in carattere minuto articolato in quattro parti più una «conchiusione» senza fregi né illustrazioni, il volume anteponeva al testo — con datazione «Cossoine 30 Settembre 1871» (medesima indicazione temporale che compariva in chiosa al testo) — una dedica «ai miei due cari amici Avv. Francesco Rugiu di Sassari e Med. Chir. Bernardo Gabba di Cagliari», in guisa del fatto che «lorquando, nell'ultimo scorso Agosto, di ritorno dall'isola di Maddalena, vi narravo i tristi fatti di Maria la pazza, mi ricordo che voi due m'invitavate di scriverne la dolorosa storia e renderla pubblica», e con l'avvertimento di «badare, più che all'importanza dell'opera, ai veraci sentimenti d'amicizia di chi la dettava».
L'edizione, assoluta rarità per collezionisti bibliofili, è attualmente conservata in soli tre cataloghi pubblici regionali e nazionali, presso la Biblioteca comunale “Studi Sardi” di Cagliari, la Biblioteca
universitaria di Cagliari e la Biblioteca universitaria di Sassari. Acquisizione ottica digitale dell'opera è altresì consultabile presso la Biblioteca di Sardegna di Cargeghe.

## Gli Anchita e i Brundanu
Uscito con il titolo "Gli Anchita e i Brundanu. Racconto sardo del secolo XVII" con note e documenti  per Gavino Cossu, il volume fu impresso nel 1882 sotto il torchio della Tipografia Editrice  dell'Avvenire di Sardegna, rinomata stamperia cagliaritana che nella seconda metà dell'Ottocento editò, nel corso di quattro decenni di fervida attività, quasi cinquecento titoli di varia umanità. Nel 1881, l'omonima testata quotidiana annunciò l'imminente uscita dell'opera del Cossu con un programma di abbonamento, in cui l'autore dichiarava di aver voluto fare «una dipintura esatta dello stato materiale e morale dell'isola in quel secolo fortunoso, che fu l'ultimo della esecranda dominazione spagnola in Sardegna». L'intento didattico-pedagogico era quello di «contribuire a far sì che il lettore fosse in grado di avere un'idea chiara e distinta della vita di quei tempi».
Stampato in ottavo su carta avorio, il libro usciva in due tomi, di 398 pagine il primo e di 506 pagine il secondo, con testo composto in carattere minuto, e fregi in testa a ciascuno dei 67 capitoli
di cui si articolava, a cui si anteponeva nel primo tomo una pagina di avvertenza «Al Cav. Salvatore Delogu Regio Provveditore agli studi», firmata dallo stesso autore in data luglio 1882 dalla città di Oristano, «per aver permesso che quest'umile mio lavoro fosse fregiato del Suo illustre Nome», e nel secondo tomo una dedica «Alla gentilissima signora Donna Maria Orano-Berti modello di domestiche virtù e degli studi storici e letterari esimia cultrice».
L'edizione, assoluta rarità per collezionisti bibliofili, è attualmente conservata in soli quattro  cataloghi pubblici regionali e nazionali, presso la Biblioteca Camera di Commercio di Cagliari, la
Biblioteca comunale “Studi Sardi” di Cagliari, la Biblioteca universitaria di Cagliari e la Biblioteca universitaria di Sassari. Acquisizione ottica digitale dell'opera è altresì consultabile presso la Biblioteca di Sardegna di Cargeghe.
Il romanzo riconquistò gli onori delle cronache sul finire degli anni Ottanta per la sceneggiatura, in riduzione radiofonica, che ne propose per i microfoni di Rai Sardegna – unitamente a quella del
romanzo Il Colle del Diavolo – il regista sassarese Giampiero Cubeddu. L'adattamento è  attualmente in fase di restauro e digitalizzazione presso la sede Rai di Cagliari.

## La critica
Di scarsa diffusione presso il largo pubblico (sia per l'edizione a tiratura limitata, sia per la distribuzione per abbonamento, sia per la limitata presenza nei cataloghi pubblici, sia per la mancata ristampa), l'opera mai è stata oggetto di organica trattazione. Rare le citazioni in saggi, studi e articoli (benché più frequenti rispetto all'opera d'esordio Il Colle del Diavolo). Scarsi i cenni di indagine critica, spesso indelicati, puntualmente smentiti dal successo che i romanzi ebbero al tempo fra i lettori e, successivamente, fra gli ascoltatori radiofonici di Giampiero Cubeddu.
Egidio Pilia, La letteratura narrativa in Sardegna: il romanzo e la novella, Cagliari, Edizioni della Fondazione Il Nuraghe, 1926, pp. 72–73
«Siamo […] di fronte ad un lavoro d'inspirazione Manzoniana. L'autore ha cambiato modello ed ha valuto, volgendosi al Manzoni, presentarci un singolare parallelo dei Promessi Sposi ad uso e
consumo dei sardi. Il periodo storico che il Cossu illustra negli Anchita e Brundanu, era stato considerato solo di scorcio dal Manno e dal Tola; era quindi giusto lo scopo, che egli si proponeva.
Ma queste lunghe digressioni su uomini e cose, abitudini e costumi del tempo, con cui il Cossu interrompe ad ogni piè sospinto il suo racconto, finiscono col nuocere gravemente al lavoro
e renderlo pesante. Non meno noiose sono le digressioni storiche, fra cui è notevole al racconto della remotissima origine delle inimicizie fra gli Anchita ed i Brundanu, che il Cossu incastra a
metà del suo racconto, facendone un lungo e non troppo attraente intermezzo, che poi egli stesso ha sentito il bisogno di stralciare, pubblicandolo in volume a parte col titolo: Il Dottor Franchino.
Queste caratteristiche e queste mende danno all'opera romanzesca di Gavino Cossu un'impronta schiettamente personale, in cui è soprattutto visibile un grande sforzo di buona volontà per
adeguare la sua arte al classico modello manzoniano, che è sempre davanti ai suoi occhi. E così il padre Anselmo che si adopera per mettere in salvo i due sposi, Francesca Zatrillas e Silvestro
Aymerich, sa troppo del manzoniano padre Cristoforo, che pure rassomiglia troppo al classico addio di Lucia quello che Donna Francesca lancia alla sua terra diletta. Non manca nel Cossu quello che è il difetto comune di tutta la produzione letteraria sarda: la lingua poco corretta. A voler citare esempi ci sarebbe da riempire intere pagine. Tuttavia questa Sardegna che incomincia ad essere oggetto di studio da parte dei suoi figli è già qualche cosa».
Raimondo Bonu, Scrittori sardi nati nel secolo XIX con notizie storiche e letterarie dell'epoca, Sassari, Gallizzi, 1961, p. 775
«Gavino Cossu, come il Bacaredda, ha lingua trascurata e si definisce incapace di fare opera artistica; allo stesso tempo si dice contento di poter offrire l'occasione che altri scriva racconti storici migliori dei suoi. […] Gli Anchita e i Brundanu […] è la storia ricordata dal Tola […] e rievocante l'urto di due frazioni di Sèdini, con la fine dei due fierissimi capi avversari, affrattellati finalmente nell'ultima zuffa, nella quale essi morirono nel 1659, combattendo contro la forza pubblica».
Giuseppe Marci, In presenza di tutte le lingue del mondo, Cagliari, Cuec, 2005, p. 230
«Gavino Cossu […] pubblica, nel 1882, il romanzo Gli Anchita e i Brundanu. […] Anche nel suo caso, come in quello di Antonio Baccaredda, c'è il bisogno di dare dipinture esatte di una terra e dei suoi abitanti, troppo spesso ignorati o rappresentati in maniera inesatta. […] Nella dedica del volume, Gavino Cossu ribadirà di aver voluto “trarre dall'immeritato oblio qualche negletta pagina di storia isolana, sforzandosi di farla ricordare alla memoria dei suoi concittadini”: dove è anche interessante la precisa scelta di pubblico, il messaggio rivolto verso i “suoi concittadini”».

## Opere
- Gavino Cossu, Il Colle del Diavolo ovvero Lupo Doria-Malaspina marchese di Bonvhei. Tradizione popolare sarda del secolo XIII, Cagliari, Tipografia del Corriere di Sardegna, 1969 (rist. Cargeghe, Biblioteca di Sardegna-Documenta, 2007)
- Gavino Cossu, La pazza della Maddalena. Reminiscenze d'un viaggio, Cagliari, Tipografia dell'Avvenire di Sardegna, 1871  (rist. Cargeghe, Biblioteca di Sardegna-Documenta, 2009)
- Gavino Cossu, Fogli sparsi, Cargeghe, Biblioteca di Sardegna-Documenta, 2009
- Gavino Cossu, Sulle scuole elementari, serali e festive del circondario d'Oristano durante il triennio 1876-77, 77-78, 78-79. Relazione del Regio Ispettore Gavino Cossu al Consiglio Scolastico della Provincia di Cagliari, Oristano, Tipografia arborense, 1879
- Gavino Cossu, Dinanzi al feretro del cavaliere Salvatore Angelo De Castro. Parole pronunziate il 1º aprile 1880, Oristano, Tipografia Arborense, 1880
- Gavino Cossu, Gli Anchita e i Brundanu. Racconto sardo del secolo XVII, Cagliari, Tipografia dell'Avvenire di Sardegna, 1882 (rist. Cargeghe, Biblioteca di Sardegna-Documenta, 2008)
- Gavino Cossu, Preg.mo signore, dietro accordo intervenuto fra me e l'amministrazione della tipografia dell'Avvenire di Sardegna, ove si sta stampando il mio racconto sardo dal titolo: Gli Anchita e i Brundanu..., Cagliari, Tipografia dell'Avvenire di Sardegna, 1882
- Gavino Cossu, La bella Zulema e gli stagni d'Oristano: leggenda, Cagliari, Tipografia dell'Avvenire di Sardegna, 1882
- Gavino Cossu, Il dottor Franchino. Episodio del secolo XVI, Sassari, Tipografia Azuni, 1883
- Gavino Cossu, Relazione intorno agli esami finali di promozione delle scuole elementari di Cagliari per l'anno scolastico 1885-1886, Cagliari, Tipografia dell'Avvenire di Sardegna, 1886